# Piotr Konieczny (socjolog)
Piotr Bronisław Konieczny (ur. 1980 w Katowicach) – polski socjolog i wikipedysta.

## Życiorys
Piotr Konieczny maturę zdał w I Liceum Ogólnokształcącym im. Juliusza Słowackiego w Chorzowie (1999). Ukończył studia na kierunku International Business Administration w Newcastle Business School Northumbria University (BA, 2002) ekonomiczne na Akademii Ekonomicznej w Krakowie (magister, 2004) oraz socjologiczne na Uniwersytecie Pittsburskim (MA, 2007). W 2012 na Uniwersytecie Pittsburskim uzyskał stopień doktora na podstawie napisanej pod kierunkiem Johna Markoffa dysertacji Use of Information and Communication Technologies by Social Movements.
Od 2013 zawodowo związany z Uniwersytetem Hanyang (kampus ERICA w Ansan), od 2025 na stanowisku profesora (tenure).
Jako naukowiec specjalizuje się w socjologii internetu i inicjatyw społecznych, w szczególności społeczności wikipedystów (zarówno z perspektywy jednostki jak i organizacji), procesu decyzyjnego i struktury organizacyjnej Wikipedii, wzorców zachowań wśród autorów Wikipedii, relacjami między Wikipediami a inicjatywami społecznymi, ruchu wolnej kultury, nauczaniem z wykorzystaniem nowych mediów (w tym samej Wikipedii).
Członek m.in. Polskiego Towarzystwa Badania Gier, Eastern Sociological Society (od 2011) oraz Amerykańskiego Towarzystwa Socjologicznego (od 2007).
Zaangażowany w społeczność wikipedystów, od 2003 redaktor polsko- oraz anglojęzycznej Wikipedii (pod nickiem Piotrus). Okazjonalnie wypowiada się, publikuje oraz polemizuje w mediach na temat funkcjonowania Wikipedii.